# Agence wallonne pour la promotion d'une agriculture de qualité
L'Agence wallonne pour la promotion d'une agriculture de qualité (APAQ-W) est un organisme d'intérêt public de type A dont les quatre missions principales sont :
1. « La promotion de l'image de l'agriculture et de l'horticulture
2. La promotion des productions agricoles et des produits agricoles transformés
3. L’assistance commerciale et technique aux acteurs économiques concernés
4. La promotion des labels, marques et appellations enregistrés à l’initiative de l’Agence ou du Gouvernement[1] »

## Historique
L'APAQ-W a été créée le 19 décembre 2002 pour remplacer l'Office régional de promotion de l'agriculture et de l'horticulture (ORPAH) qui avait lui-même été créé après la disparition de l'Office national des débouchés agricoles et horticoles (ONDAH). Ce remplacement est dû à la régionalisation des services publics, la Belgique devenant un État fédéral en 1993.

## Activités
Afin d'atteindre ces quatre objectifs fixés par le Code wallon de l'agriculture, l'APAQ-W soutient le secteur de l'agriculture et de l'horticulture à travers différentes campagnes de communication. Celles-ci ont pour but d'améliorer l'image des consommateurs par rapport à ces secteurs.
En 2009, l'APAQ-W lance en collaboration avec l'Union nationale des frituristes un évènement mettant à l'honneur la frite belge : la semaine de la frite. Le but étant de favoriser la production traditionnelle du produit.
Outre la communication, l'APAQ-W agit directement en proposant la création de labels de qualité ou par la création de marques wallonnes. On retrouve par exemple le label Friterie de chez nous et la marque Terra Nostra qui est une marque collective de pommes de terre.
En plus de ces différentes campagnes de marketing et de la création de labels locaux, l'APAQ-W fournit un service direct de consultance et d'assistance aux entreprises concernées.

## Financement
Le financement de l'APAQ-W provient de deux sources principales :
- La dotation attribuée par le Gouvernement wallon
- Les cotisations de ses membres[5]